# Gewässerschutz

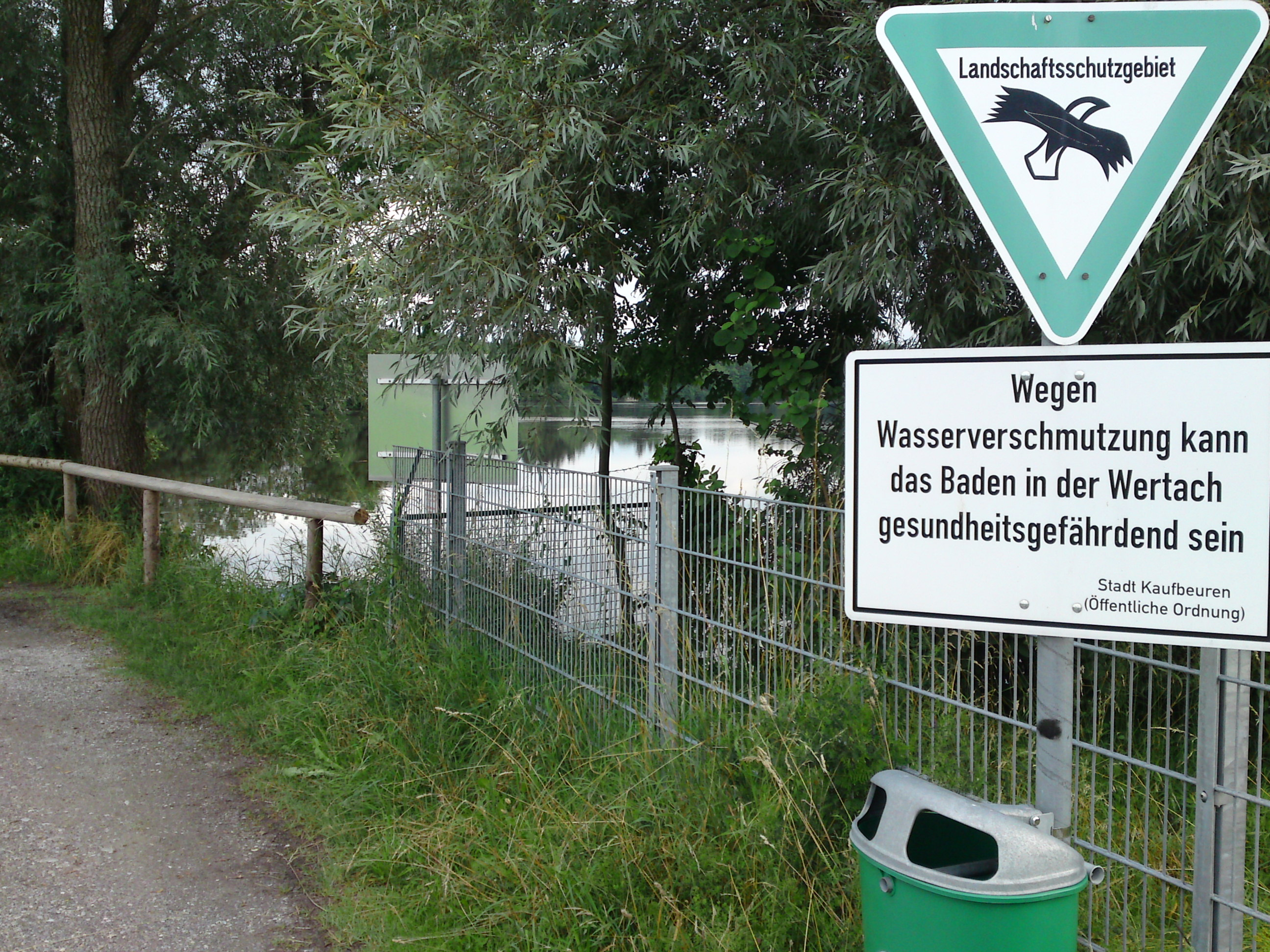
Warnung vor Gesundheitsgefahr durch verschmutztes Wasser im Landschaftsschutzgebiet Bärensee bei Kaufbeuren

Als Gewässerschutz bezeichnet man die Gesamtheit der Bestrebungen, die Gewässer (Küstengewässer, Oberflächengewässer und das Grundwasser) vor Beeinträchtigungen zu schützen. Da zahlreiche Oberflächengewässer sich bereits in einem stark beeinträchtigten Zustand befinden, schließt ihr Schutz auch Maßnahmen zur Renaturierung mit ein.
Der Gewässerschutz hat verschiedene Zwecke:
- Reinhaltung des Wassers als Trink- oder Brauchwasser, um die Grundwasserbelastung gering zu halten;
- Schutz aquatischer (d. h. vom Wasser abhängiger) Ökosysteme als Teilaufgabe des Naturschutzes.

Gewässerschutz wird deswegen teils nutzungsorientiert, teils losgelöst von Nutzungsinteressen betrieben. Zwischen diesen Ausrichtungen kann es zu Konflikten kommen. Hinsichtlich des Grundwassers steht er in engem Zusammenhang mit dem Bodenschutz. Grundwasserverschmutzung als Teilaspekt der Umweltverschmutzung stellt ein ernstzunehmendes Problem dar.
Eng verbunden als Sonderfälle sind der Meeresschutz und der Feuchtgebietsschutz.

## Ursachen der Gewässerverschmutzung

### In Oberflächengewässern
- flächiger Eintrag von Schadstoffen aus der Luft
- durch Unfälle in Industrie oder Verkehr freigesetzte Schadstoffe (z. B. Tankerunfälle, Havarien oder Großbrände in Industrieanlagen)
- Abdrift von Pflanzenschutzmitteln und ihrer Metabolite
- Einleitung von Abwasser
- durch Oberflächenabfluss von landwirtschaftlichen Flächen (v. a. Phosphor) und Verkehrsflächen (v. a. Reifenabrieb, Mikroplastik und Schwermetalle)

### Im Grundwasser
- die wasserlöslichen oder flüssigen Bestandteile illegal deponierter Abfälle aus privaten Haushalten, Industrie und Gewerbe
- Abwasser aus undichten Kanalisationsrohren
- Belastete Abflüsse aus der Schienen- und Strassenentwässerung und der urbanen Regenwasserversickerung
- übermäßiges Düngen von Feldern (meist mit organischen Düngern, da die Nährstoffgehalte schwanken)
- in Industrie- oder Gewerbebetrieben absichtlich oder unabsichtlich freigesetzte Schadstoffe (z. B. durch unentdeckte Leitungsleckagen, fahrlässiges Verhalten von Betriebsangehörigen, Betriebsunfälle, in früheren Zeiten auch aufgrund fehlenden Problembewusstseins)
- Mineralöle, Auftausalze und Reststoffe aus Verkehr und Transport
- Pflanzenschutzmittel aus der Landwirtschaft

## Auswirkungen der Gewässerverschmutzung
Seit Ende des 20. Jahrhunderts kann in Deutschland oberflächennahes Grundwasser kaum noch zur Trinkwassergewinnung genutzt werden, da die Trinkwasserverordnung vorschreibt, dass unter anderem nicht mehr als 50 mg Nitrat/Liter im Trinkwasser nachweisbar sein darf. Deshalb werden immer tiefere Grundwasservorkommen zur Trinkwassergewinnung genutzt.

## Maßnahmen zur Gewässerreinhaltung
Die Gewässerreinhaltung erfolgt mit dem Ziel, die Einflüsse der menschlichen Nutzungen der Gewässer und ihres Umlandes auf ein erträgliches Maß zu mindern. Im Bereich der Europäischen Union wird durch die Wasserrahmenrichtlinie die Erreichung eines guten ökologischen Zustandes als Ziel des Gewässerschutzes definiert. Auf nationaler Ebene dient dieser Aufgabe vor allem das Wasserrecht. Aber auch andere Gesetze aus dem Bereich Umweltrecht haben den Gewässerschutz zum Ziel, in Deutschland ist es vor allem das Bundes-Immissionsschutzgesetz, das Industrieanlagen die Anwendung des Standes der Technik vorschreibt. Der Stand der Technik ist gleichbedeutend mit „besten verfügbaren Techniken“ (BVT), die von der Europäischen Union in BVT-Merkblättern und verbindlichen „BVT-Schlussfolgerungen“ veröffentlicht werden.
Maßnahmen der Gewässerreinhaltung können sein:
- Angepasste landwirtschaftliche Bewirtschaftung, zum Beispiel durch Erosionsvermeidung, Gülleanalysen und Dünge- und Pflanzenschutzmittelminimierung, Reduzierung von Nährstoffüberhängen durch Untersaat von Rotschwingel auf Maisfeldern[2]
- Vermeidung der Gewässerbelastung durch Verzicht auf den Einsatz wasser- oder umweltgefährdender Stoffe.
- Verminderung des Eintrags von gewässerbelastenden Stoffen durch deren Rückhaltung am Anfallort (z. B. im Betrieb durch Filtern, Flockung, biologische Abwasserbehandlung, Aktivkohle etc.).
- Maßnahmen zur Abwasserableitung und Behandlung in einer Kläranlage.
- Ordnungsgemäße Abfallentsorgung.
- Vermeidung und Bekämpfung von Unfällen und Störfällen, zum Beispiel durch richtige Lagerung wasser- und umweltgefährdender Stoffe sowie durch Löschwasserrückhaltung.
- Bei Säuberungsaktionen von Gewässern mithelfen
- Schutzgebiete für Pflanzen und Tiere am See/Fluss beachten
- Ufer und Böschungen sauber halten
- Wasser nicht verschwenden
- Wenn möglich Regenwasser verwenden
- Umweltfreundliche Wasch- und Putzmittel verwenden
- Kein Öl oder Fett ins Wasser kippen

Die Überwachung des Gewässerzustands und der Gewässerentwicklung nennt sich Gewässermonitoring.

## Generelle Ziele für den Gewässerschutz
Grundwasser ist ein wesentliches Element des Naturhaushaltes. Es ist Teil des Wasserkreislaufs und erfüllt wichtige ökologische Funktionen. Grundwasser ist einer der beiden wichtigstem Trinkwasserressourcen. Die andere wichtige Quelle sind natürliche Still- und Fließgewässer sowie künstliche Stauseen.
Wasser muss daher, wo es zur Wasserversorgung genutzt wird, weitgehend vor Verunreinigungen geschützt werden. Für den Gewässerschutz bestehen daher folgende generelle Ziele:
- Das Wasser ist vor Verunreinigungen oder sonstigen nachteiligen Veränderung seiner Eigenschaften zu schützen und in seiner natürlichen Beschaffenheit zu erhalten.
- Die Bewirtschaftung der Gewässer muss im Einklang mit dem Naturhaushalt erfolgen.
- Wasser ist vorsorgend und flächendeckend zu schützen.
- Qualitätsmaßstab ist seine anthropogen weitgehend unbeeinflusste Beschaffenheit.

## Bedeutung des Gewässerschutzes

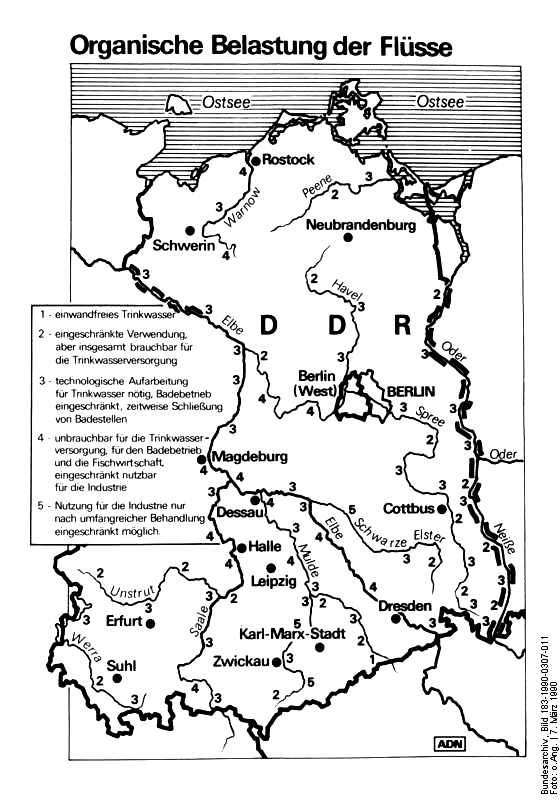
Organische Belastung der Flüsse der DDR 1990

In den 1970er Jahren war der Rhein bei Düsseldorf ein Gewässer mit starker organischer Verschmutzung. Die Folge war ein niedriger Sauerstoffgehalt. Auch der Neckar bei Ludwigsburg wies ein enormes O2-Defizit und eine hohe Konzentration von Abwasserpilzen auf. Rhein und Neckar galten in den 1970er Jahren als „Kloaken der Nation“. Das Wasser von Rhein und Neckar bekam Ende der 1970er Jahre die Gewässergüteklasse IV verliehen, während heute beide Flüsse sowie die meisten anderen Fließgewässer in Deutschland nahezu Trinkwasserqualität besitzen (Güteklasse II).
In der Schweiz war die Ergänzung der Bundesverfassung mit einem Gewässerschutzartikel (1953) sowie das Inkrafttreten eines revidierten Gewässerschutzgesetzes (1957) zunächst wirkungslos. Während der 1960er-Jahre kam es trotz rechtlicher Maßnahmen zu erheblichen Verschmutzungen in vielen stehenden Gewässern. Grund dafür war insbesondere die Überdüngung durch Phosphate in der Landwirtschaft. Die Behörden sahen sich im Laufe des Jahrzehnts gezwungen, zahlreiche natürliche Badegewässer für die Öffentlichkeit zu sperren. Trotz entsprechender Verfassungsergänzungen und der Einführung eines Gewässerschutzgesetztes in den 1950er-Jahren verstärkte sich der Ausbau kommunaler Abwasserreinigungsanlagen erst ab 1971 als Bund und Kantone anfingen, den Kläranlagenbau stark zu subventionieren.
Besonders dramatisch war die Verschmutzung der Gewässer in der DDR. Die DDR verfügte über insgesamt 90.000 Kilometer Flüsse und Bäche. 46 Prozent der 11.000 Kilometer waren 1990 durch ihre organische, hygienische und Salzbelastung nicht mehr für eine Badenutzung, nicht mehr für eine einfache Aufbereitung in der Industrie und schon gar nicht für die Trinkwasserversorgung geeignet. Nach der Wiedervereinigung wurde durch den Neubau von Kläranlagen und der Beendigung besonders umweltschädlicher Produktionsverfahren die Wassergüte der Flüsse im Westen erreicht.
Heute umfassen die ständigen Beobachtungsprogramme der Fließgewässerüberwachung in Baden-Württemberg sorgfältige biologisch-physikalische und physikalisch-chemische Untersuchungen. Sie überwachen permanent die Wasserqualität der Fließgewässer und stehenden Gewässer und benoten diese mit so genannten Gewässergüteklassen.